# Saran Sérémé
Saran Séré Sérémé est une femme politique burkinabè. Militante engagée dans le parti de l'ancien président Blaise Compaoré - le Congrès pour la démocratie et le progrès (CDP) -, elle démissionne en 2010 et crée son parti - le Parti du Progrès et le changement (PCD), puis se présente à l'élection présidentielle de 2015.

## Biographie

### Enfance et débuts
Saran Séré Sérémé est née le 17 novembre 1968 à Ouagadougou. En 1987, elle est admise au baccalauréat série D à Ouagadougou. De 1988 à 1989, elle est étudiante à la faculté de médecine de la même ville. À l'École nationale d'administration (ENA) de Bamako au Mali, elle suit dès 1990 et pendant 3 ans une formation en sciences économiques option gestion des entreprises.
Elle est titulaire d'un MBA - International High School of Nigeria obtenu en 2008.
Saran Sérémé est économiste de formation. Étudiante, elle participait aux activités politiques sous la révolution de Thomas Sankara.

### Carrière politique
Saran Sérémé commence sa carrière politique dans l'ODPMT qui devient le Congrès pour la démocratie en 1991. En 2002, elle est élue députée sous la barrière du CDP, puis en 2007 et 2011. En 2012, elle quitte le CDP, pour créer son parti. Saran Séré Sérémé devient ainsi la deuxième femme au Burkina Faso, à créer son propre parti politique après l'épouse de feu Joseph Ki-Zerbo, Jacqueline Zerbo.
Elle s'oppose à la modification de l'article 37 et participe aux mouvements de protestation qui aboutit à l'insurrection populaire. Le 1er novembre 2014, après la chute du régime Compaoré le 31 octobre, elle a été trainée par des jeunes à la télévision nationale du Burkina pour se proclamer présidente de la Transition.
Auteure de la « marche de la spatule », Saran Séré est l'une des figures de l'insurrection populaire des 30 et 31 octobre 2014. Candidate malheureuse à l'élection présidentielle,, de 2015, elle est nommée médiateur du Faso en 2016. Fin septembre 2021, elle y démissionne pour convenance personnelle. Son parti quitte la majorité présidentielle, et rejoint l'opposition politique le 26 octobre 2021.

## Prix et récompenses
Chevalier de l'ordre des mérites.